# Distretto di Rautahat
Il distretto di Rautahat è uno dei distretti del Nepal, in seguito alla riforma costituzionale del 2015 fa parte della provincia di Madhesh.
Il capoluogo è Gaur.
Geograficamente il distretto appartiene alla zona pianeggiante del Terai.
Il principale gruppo etnico presente nel distretto sono i Muslim.

## Municipalità
Il distretto è suddiviso in diciotto distretti, sedici sono urbani e due sono rurali: 
- Budhimai, Rautahat
- Brindaban, Rautahat
- Chandrapur (Nepal)
- Dewahi Gonahi
- Gadhimai Municipality, Nepal
- Garuda (Nepal)
- Gaur (Nepal)
- Gujara, Rautahat
- Ishanath, Rautahat
- Katahariya
- Madhav Narayan
- Maulapur, Rautaht
- Paroha, Nepal
- Phatuwa Bijayapur
- Rajdevi
- Rajpur, Rautahat
- Durga Bhagwati, Rautahat
- Yamunamai